# Varistor

Kretssymbol för varistor. U:et betecknar att det är spänning som får resistansen att variera.

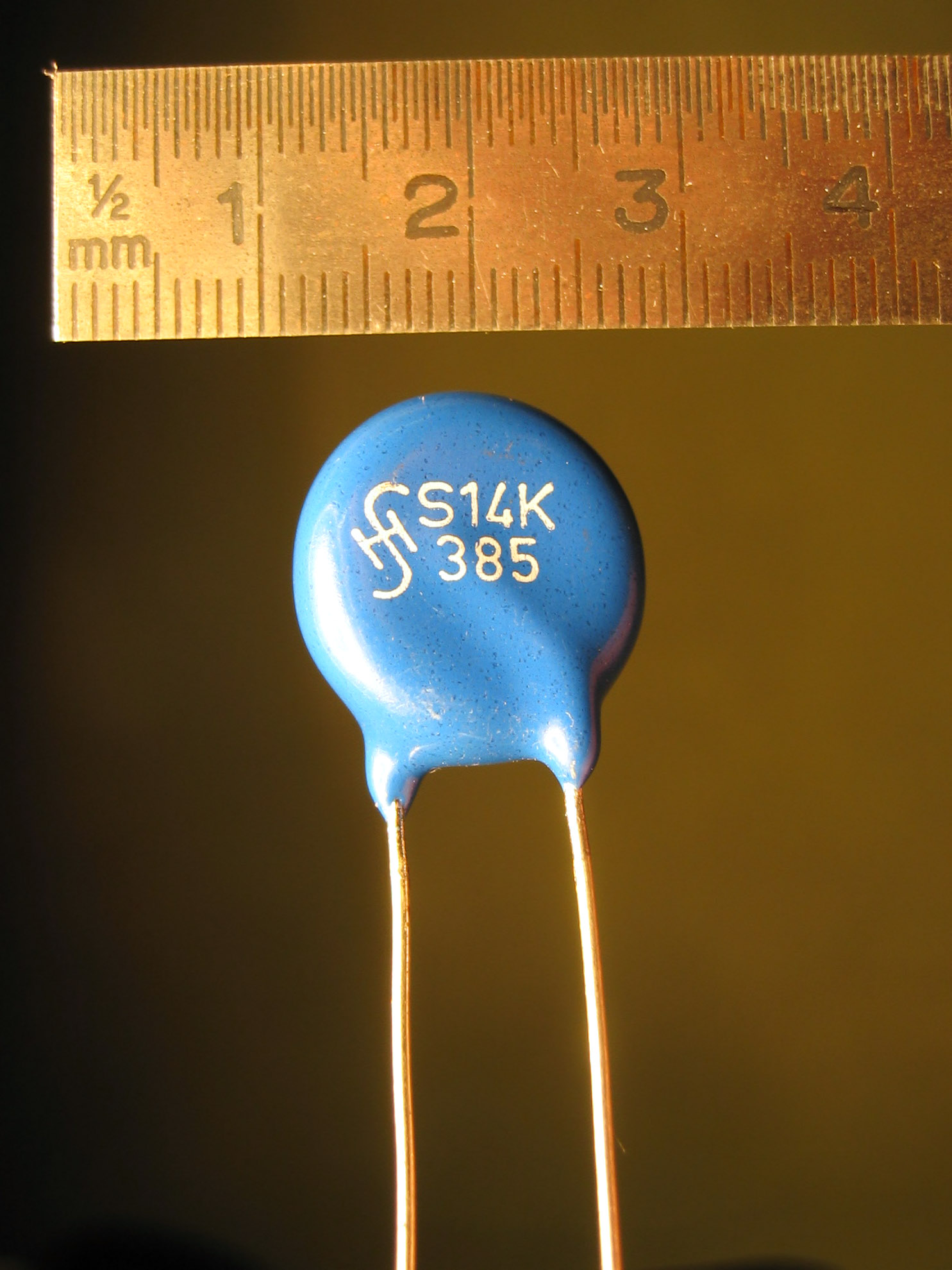
En varistor från Siemens.

En varistor är en elektrisk komponent, en typ av elektrisk resistor. Namnet är en kortform för varierande resistor. Ett annat namn är VDR, vilket är en förkortning för voltage dependent resistor.

## Funktion
Resistansvariationen är i varistorns fall beroende på spänningen. Det finns både varistorer som ökar sin resistans och som minskar sin resistans beroende på spänningen. Ett typexempel på användning av resistorer som ökar sin resistans är att blockera höga strömmar. Då strömmen ökar genom resistorn ökar också spänningen över den, vilket leder till att även resistansen ökar tills balans uppnås mellan ström, spänning och resistans. Ett typexempel på användning av resistorer som minskar sin resistans vid ökad spänning är som överspänningsskydd. Varistorn kopplas då mellan de ingående ledningarna. Om spänningen blir för hög börjar varistorn leda, strömmen i ledningarna blir hög och en säkring löser ut.

## Sammansättning
Metalloxidvaristor (MOV) är den vanligaste typen av varistor och innehåller en keramisk massa av zinkoxidkorn, blandade med andra metalloxider (till exempel små mängder av vismut, kobolt, mangan) inklämda mellan två metallplattor (elektroderna). Gränsen mellan varje korn och dess granne bildar en diodövergång, som tillåter ström att flyta i endast en riktning. Massan av slumpmässigt orienterade korn är elektriskt ekvivalent med ett nätverk av motriktade diodpar. Varje par ligger parallellt med många andra par. 